# Esto sí es cumbia
Esto sí es cumbia es el vigésimo séptimo álbum del grupo musical mexicano Los Ángeles Azules, distribuido por la compañía discográfica Sony Music.
El álbum se caracteriza por el estilo clásico tropical del grupo. Asimismo, el álbum marca una particularidad de estos que es realizar versiones tropicales de canciones que pertenecen a sus colaboradores, canciones que marcaron historia en la carrera de estos.
Se desprenden del mismo, algunos sencillos como: «Nunca es suficiente» con Natalia Lafourcade, «Perdón, perdón» con Ha*Ash, «El amor después del amor» con Fito Páez y «Sexo, pudor y lágrimas» con Aleks Syntek, entre otros.
En este álbum, están incluidas las participaciones de Pepe Aguilar, Miguel Bosé, Ha*Ash, Natalia Lafourcade, Gloria Trevi, Aleks Syntek, Ana Torroja, Fito Páez y Los Claxons.

## Lista de canciones
| N.º | Título                                         | Escritor(es)                                 | Duración |  |
| 1.  | «Perdón, perdón» (con Ha*Ash)                  | Ashley Grace, Hanna Nicole, José Luis Ortega | 3:01     |  |
| 2.  | «Nunca es suficiente» (con Natalia Lafourcade) | Natalia Lafourcade, Daniela Azpiasu          | 4:26     |  |
| 3.  | «Me cuesta tanto olvidarte» (con Ana Torroja)  | José María Cano                              | 2:44     |  |
| 4.  | «El amor después del amor» (con Fito Páez)     | Fito Páez, Herbert Lemos De Souza            | 4:34     |  |
| 5.  | «Sexo, pudor y lágrimas» (con Aleks Syntek)    | Aleks Syntek                                 | 3:59     |  |
| 6.  | «Antes que al mío» (con Los Claxons)           | Mauricio Sanchéz Díaz                        | 3:10     |  |
| 7.  | «Dr. psiquiatra» (con Gloria Trevi)            | Gloria Trevi                                 | 3:22     |  |
| 8.  | «Detrás de mi ventana» (con Yuri)              | Ricardo Arjona                               | 4:26     |  |
| 9.  | «Morir de amor» (con Miguel Bosé)              | Miguel Bosé, José Luis Perales               | 3:24     |  |
| 10. | «Ni contigo ni sin ti» (con Pepe Aguilar)      | Mauricio Hernández López, Jorge Murguia      | 4:11     |  |

## Videos musicales y sencillos
Los videoclips del álbum fueron grabados en las mismas cinco locaciones turísticas de Yucatán del anterior disco:

### Convento San Miguel Arcángel de Maní
En el convento de San Miguel Arcángel de la ciudad de Maní, se montó el escenario para las grabaciones de «Perdón, perdón» y «Detrás de mi ventana»; y contó con las participaciones de Ha*Ash y Yuri.

### Teatro Peón Contreras
El emblemático Teatro Peón Contreras sirvió para las grabaciones para las canciones «Ni contigo ni sin ti» y «Morir de amor», donde contó con las participaciones de Pepe Aguilar y Miguel Bosé, respectivamente.

### Puerto de Progreso
En el principal puerto del estado de Yucatán Progreso de Castro, se realizaron las grabaciones para «Nunca es suficiente» y «Sexo, pudor y lágrimas», melodías que fueron interpretadas a duetos con Natalia Lafourcade y Aleks Syntek.

### Gran Museo del Mundo Maya de Mérida
En las afueras del Gran Museo del Mundo Maya de Mérida, se montaron los escenarios para las grabaciones de «Dr. Psiquiatra» y «Antes que al mío». Asimismo, estas canciones contaron con las participaciones de Gloria Trevi y Los Claxons.

### Cenote X'Batún
El Cenote X'Batún en la península de Yucatán fue escenario para las grabaciones para «El amor después del amor», escenarios que contó con la presentación de Fito Páez.

### Hacienda Tekik de Regil
La Hacienda Tekik de Regil es el lugar donde se realizaron las grabaciones para «Me cuesta tanto olvidarte» y contó con la participación de Ana Torroja.

## Certificaciones
| País   | Organismo certificador | Certificación    | Ventas certificadas | Ref.  |
| ------ | ---------------------- | ---------------- | ------------------- | ----- |
| México | AMPROFON               | 2x Platino + Oro | 150,000             | [ 2 ] |